# Ti Primeiro
Ti Primeiro es una novela visual creada por Roberto Alvite y producida y publicada por Melgo Cinema. Fue lanzada el 10 de agosto de 2021 para dispositivos móviles iOS y Android. Se caracteriza por la superposición de textos sobre fotografías fijas en imagen real para narrar la historia, una historia romántica ambientada en La Coruña, Galicia, y en la que el jugador puede tomar decisiones para ver otros puntos de vista de los acontecimientos.

## Argumento
El juego sigue etapas de la vida conjunta de Álex (Iris Darriba) y Sebas (Roberto Alvite), una pareja de 30 años que, tras ocho meses de relación, intenta tener una relación abierta. A lo largo de tres episodios en distintos años de su vida, se sigue su evolución como pareja y como personas, particularmente con la guía de un narrador omnisciente que critica personajes y situaciones a la vez que sirve de alivio cómico.

## Jugabilidad
La interactividad de Ti Primeiro se limita a seleccionar las decisiones en momentos puntuales de la historia, es decir, el avance de lectura es automático. El creador, Roberto Alvite, buscaba una experiencia sencilla para trasladar el formato de novela visual a nuevos públicos que nunca hubiesen probado el formato por todo el mundo. Ninguna ruta narrativa está planteada como mejor que otra, sino que complementan lo que el jugador conoce de los personajes.

## Desarrollo
El guion del juego fue escrito en abril de 2020, durante pleno confinamiento en España. Tras unos meses de preproducción,  el rodaje tuvo lugar entre agosto y septiembre del mismo año, para continuar con meses de postproducción, incluyendo la localización a seis idiomas, hasta su lanzamiento en agosto de 2021.

## Recepción
Un mes después de su lanzamiento, Ti Primeiro sumaba más de 10.000 descargas en más de 30 países. Entre las críticas recibidas, el portal Cinemagavia menciona aspectos positivos como que «el relato gana, sobre todo, en la temática que aborda, naturalizando conceptos como la comunicación en pareja, la apertura de las relaciones, el deseo, la sexualidad diversa… y llevándolos a una relación con la que se podría identificar cualquier persona», y otros menos favorables como «uno de los inconvenientes que se encuentra es que, en ocasiones, resulta excesivamente largo y le falta mayor dinamismo».